# Победници европских првенстава у атлетици у дворани — 60 метара
Освајачи медаља на европским првенствима у атлетици у дворани у дисциплини трчања на 60 метара, која је у програму од првог Европског првенства у дворани одржаном 1966. у Дортмунду, приказани су у следећој табели. Постигнути резултати су приказни у секундама. У почетним фазама такмичења Европских првенстава у дворани (тада званим: Европске игре у дворани) најкраће спринтерске трке су зависиле од величине саме дворане. Тако да се, уместо спринтерских трка на 60 метара, на првенствима 1967, 1968, 1969, 1972. и 1981. трчало на 50 метара. Доње табеле збрајају медаље са трка на 50 и 60 метара.
Најуспешнији појединац, после 42 европска првенства, је Валериј Борзов из Совјетског Савеза са 7 освојених златних медаља и једном сребрном. Од земаља најуспешније је Уједињено Краљевство са укупно 24 медаља од чега 13 златних, 7 сребрних и 4 бронзаних.
Рекорд европских првенстава у трци на 60 метара у дворани држи Двејн Чејмберс из Уједињеног Краљевства са 6,42 секунди које је истрчао у полуфиналној трци Европског првенства 2009. у Торину. На 50 метара најбрже је трчао Марјан Вороњин из Пољске када је победио у финалу Еропског првенства у дворани у Греноблу 1981. са резултатом 5,65 секунди.

## Освајачи медаља на европским првенствима у дворани
| ЕП                                      |                                          | Резултат                         |                                          | Резултат |                                        | Резултат |
| Дортмунд 1966                           | Бари Кели · Уједињено Краљевство         | 6,6 РЕП                          | Хајнц Ербштесер · Источна Немачка        | 6,6      | Виктор Касаткин · Совјетски Савез      | 6,6      |
| Праг 1967 (трка на 50 метара)           | Пасквале Ђанатасио · Италија             | 5,7                              | Александр Лебедев · Совјетски Савез      | 5,8      | Виктор Касаткин · Совјетски Савез      | 5,9      |
| Мадрид 1968 (трка на 50 метара)         | Јобст Хиршт · Западна Немачка            | 5,72                             | Боб Фрит · Уједињено Краљевство          | 5,78     | Гинтер Голос · Источна Немачка         | 5,78     |
| Београд 1969 (трка на 50 метара)        | Зенон Новош · Пољска                     | 5,8                              | Валериј Борзов · Совјетски Савез         | 5,8      | Боб Фрит · Уједињено Краљевство        | 5,8      |
| Беч 1970 детаљи                         | Валериј Борзов · Совјетски Савез         | 6,6 =РЕП                         | Зенон Новош · Пољска                     | 6,7      | Јарко Тапола · Финска                  | 6,7      |
| Софија 1971 детаљи                      | Валериј Борзов · Совјетски Савез         | 6,6 =РЕП                         | Јобст Хиршт · Западна Немачка            | 6,7      | Манфред Кокот · Источна Немачка        | 6,8      |
| Гренобл 1972 детаљи (трка на 50 метара) | Валериј Борзов · Совјетски Савез         | 5,75                             | Александр Корнељук · Совјетски Савез     | 5,81     | Василис Папагеоргопулос · Грчка        | 5,82     |
| Ротердам 1973 детаљи                    | Зенон Новош · Пољска                     | 6,64 РЕП                         | Манфред Кокот · Источна Немачка          | 6,66     | Раимо Вилен · Финска                   | 6,71     |
| Гетеборг 1974 детаљи                    | Валериј Борзов · Совјетски Савез         | 6,58 РЕП                         | Манфред Кокот · Источна Немачка          | 6,63     | Александр Корнељук · Совјетски Савез   | 6,66     |
| Катовице 1975 детаљи                    | Валериј Борзов · Совјетски Савез         | 6,59                             | Александр Аксинин · Совјетски Савез      | 6,67     | Зенон Личнерски · Пољска               | 6,74     |
| Минхен 1976 детаљи                      | Валериј Борзов · Совјетски Савез         | 6,58 =РЕП                        | Василис Папагеоргопулос · Грчка          | 6,67     | Петар Петров · Бугарска                | 6,68     |
| Сан Себастијан 1977 детаљи              | Валериј Борзов · Совјетски Савез         | 6,59                             | Кристер Гарпенборг · Шведска             | 6,60     | Марјан Вороњин · Пољска                | 6,67     |
| Милано 1978 детаљи                      | Николај Колесников · Совјетски Савез     | 6,64                             | Петар Петров · Бугарска                  | 6,66     | Александр Аксинин · Совјетски Савез    | 6,73     |
| Беч 1979 детаљи                         | Марјан Вороњин · Пољска                  | 6,57 ЕР, РЕП                     | Лешек Дуњецки · Пољска                   | 6,62     | Петар Петров · Бугарска                | 6,63     |
| Зинделфинген 1980 детаљи                | Марјан Вороњин · Пољска                  | 6,62                             | Кристијан Хас · Западна Немачка          | 6,62     | Александр Аксинин · Совјетски Савез    | 6,63     |
| Гренобл 1981 детаљи (трка на 50 метара) | Марјан Вороњин · Пољска                  | 5,65                             | Владимир Муравјов · Совјетски Савез      | 5,76     | Андреј Шљапников · Совјетски Савез     | 5,77     |
| Милано 1982 детаљи                      | Марјан Вороњин · Пољска                  | 6,61                             | Валентин Атанасов · Бугарска             | 6,62     | Бернар Петибоа · Француска             | 6,66     |
| Будимпешта 1983 детаљи                  | Стефано Тили · Италија                   | 6,63                             | Кристијан Хас · Западна Немачка          | 6,64     | Валентин Атанасов · Бугарска           | 6,66     |
| Гетеборг 1984 детаљи                    | Кристијан Хас · Западна Немачка          | 6,68                             | Антонио Улио · Италија                   | 6,68     | Роналд Десруел · Белгија               | 6,69     |
| Пиреј 1985 детаљи                       | Мајк Мекферлејн · Уједињено Краљевство   | 6,61                             | Антоан Ришар · Француска                 | 6,63     | Роналд Десруел · Белгија               | 6,64     |
| Мадрид 1986 детаљи                      | Роналд Десруел · Белгија                 | 6,61                             | Штефен Брингман · Источна Немачка        | 6,64     | Бруно Мари-Роз · Француска             | 6,65     |
| Лијевен 1987 детаљи                     | Марјан Вороњин · Пољска                  | 6,51 ЕР, РЕП                     | Пјерфранческо Павони · Италија           | 6,58     | Франтишек Птачник · Чехословачка       | 6,61     |
| Будимпешта 1988 детаљи                  | Линфорд Кристи · Уједињено Краљевство    | 6,57                             | Роналд Десруел · Белгија                 | 6,60     | Валентин Атанасов · Бугарска           | 6,60     |
| Хаг 1989 детаљи                         | Андреас Бергер · Аустрија                | 6,56                             | Матијас Шлихт · Западна Немачка          | 6,58     | Мајкл Росвес · Уједињено Краљевство    | 6,59     |
| Глазгов 1990 детаљи                     | Линфорд Кристи · Уједињено Краљевство    | 6,56                             | Пјерфранческо Павони · Италија           | 6,59     | Јиржи Валик · Чехословачка             | 6,63     |
| Ђенова 1992 детаљи                      | Џејсон Ливингстон · Уједињено Краљевство | 6,53                             | Виталиј Савин · Уједињени тим            | 6,54     | Мајкл Росвес · Уједињено Краљевство    | 6,62     |
| Париз 1994 детаљи                       | Колин Џексон · Уједињено Краљевство      | 6,49 РЕП                         | Александрос Терзијан · Грчка             | 6,51     | Мајкл Росвес · Уједињено Краљевство    | 6,54     |
| Стокхолм 1996 детаљи                    | Марк Блуме · Немачка                     | 6,62                             | Џејсон Џон · Уједињено Краљевство        | 6,64     | Петер Карлсон · Шведска                | 6,64     |
| Валенсија 1998 детаљи                   | Ангелос Павлакакис · Грчка               | 6,55                             | Џејсон Гарденер · Уједињено Краљевство   | 6,59     | Стефан Кали · Француска                | 6,60     |
| Гент 2000 детаљи                        | Џејсон Гарденер · Уједињено Краљевство   | 6,49 =РЕП                        | Георгиос Теодоридис · Грчка              | 6,51     | Ангелос Павлакакис · Грчка             | 6,54     |
| Беч 2002 детаљи                         | Џејсон Гарденер · Уједињено Краљевство   | 6,49 =РЕП                        | Марк Луис-Френсис · Уједињено Краљевство | 6,55     | Анатолиј Довхал · Украјина             | 6,62     |
| Мадрид 2005 детаљи                      | Џејсон Гарденер · Уједињено Краљевство   | 6,55                             | Роналд Поњон · Француска                 | 6,62     | Костјантин Васјуков · Украјина         | 6,62     |
| Бирмингем 2007 детаљи                   | Џејсон Гарденер · Уједињено Краљевство   | 6,51                             | Крег Пикеринг · Уједињено Краљевство     | 6,59     | Роналд Поњон · Француска               | 6,60     |
| Торино 2009 детаљи                      | Двејн Чејмберс · Уједињено Краљевство    | 6,46 (6,42 ЕР, РЕП у полуфиналу) | Фабио Черути · Италија                   | 6,56     | Емануеле ди Грегорио · Италија         | 6,56     |
| Париз 2011 детаљи                       | Франсис Обиквелу · Португалија           | 6,53                             | Двејн Чејмберс · Уједињено Краљевство    | 6,54     | Кристоф Леметр · Француска             | 6,58     |
| Гетеборг 2013 детаљи                    | Жими Вико · Француска                    | 6,48                             | Џејмс Десалу · Уједињено Краљевство      | 6,48     | Мајкл Туми · Италија                   | 6,52     |
| Праг 2015 детаљи                        | Ричард Килти · Уједињено Краљевство      | 6,51                             | Кристијан Блум · Немачка                 | 6,58     | Јулиан Ројс · Немачка                  | 6,60     |
| Београд 2017 детаљи                     | Ричард Килти · Уједињено Краљевство      | 6,54                             | Јан Волко · Словачка                     | 6,58     | Остин Хамилтон · Шведска               | 6,63     |
| Глазгов 2019 детаљи                     | Јан Волко · Словачка                     | 6,60                             | Емре Зафер Барнс · Турска                | 6,61     | Јорис ван Гол · Холандија              | 6,62     |
| Торуњ 2021 детаљи                       | Марсел Џејкобс · Италија                 | 6,47                             | Кевин Кранц · Немачка                    | 6,60     | Јан Волко · Словачка                   | 6,61     |
| Истанбул 2023 детаљи                    | Самуеле Чекарели · Италија               | 6,48                             | Марсел Џејкобс · Италија                 | 6,50     | Хенрик Ларсон · Шведска                | 6,53     |
| Апелдорн 2025 детаљи                    | Џеремаја Азу · Уједињено Краљевство      | 6,49                             | Хенрик Ларсон · Шведска                  | 6,52     | Ендру Робертсон · Уједињено Краљевство | 6,55     |
| Валенсија 2027                          |                                          |                                  |                                          |          |                                        |          |

## Биланс медаља
| Ранг | Држава               |    |    |    |     |
| ---- | -------------------- | -- | -- | -- | --- |
| 1.   | Уједињено Краљевство | 14 | 7  | 5  | 26  |
| 2.   | Совјетски Савез      | 8  | 5  | 6  | 19  |
| 3.   | Пољска               | 7  | 2  | 2  | 11  |
| 4.   | Италија              | 4  | 5  | 2  | 11  |
| 5.   | Западна Немачка      | 2  | 4  | 0  | 6   |
| 6.   | Грчка                | 1  | 3  | 2  | 6   |
| 7.   | Француска            | 1  | 2  | 5  | 8   |
| 8.   | Немачка              | 1  | 2  | 1  | 4   |
| 9.   | Белгија              | 1  | 1  | 2  | 4   |
| 10.  | Словачка             | 1  | 1  | 1  | 3   |
| 11.  | Аустрија             | 1  | 0  | 0  | 1   |
| 11.  | Португалија          | 1  | 0  | 0  | 1   |
| 13.  | Источна Немачка      | 0  | 4  | 2  | 6   |
| 14.  | Бугарска             | 0  | 2  | 4  | 6   |
| 14.  | Шведска              | 0  | 2  | 3  | 5   |
| 16.  | Уједињени тим        | 0  | 1  | 0  | 1   |
| 16.  | Турска               | 0  | 1  | 0  | 1   |
| 18.  | Финска               | 0  | 0  | 2  | 2   |
| 18.  | Чехословачка         | 0  | 0  | 2  | 2   |
| 18.  | Украјина             | 0  | 0  | 2  | 2   |
| 21.  | Холандија            | 0  | 0  | 1  | 1   |
|      | Укупно (21)          | 42 | 42 | 42 | 126 |

| Ранг | Атлетичар               | Држава               |   |   |   |   |
| ---- | ----------------------- | -------------------- | - | - | - | - |
| 1.   | Валериј Борзов          | Совјетски Савез      | 7 | 1 | 0 | 8 |
| 2.   | Марјан Вороњин          | Пољска               | 5 | 0 | 0 | 5 |
| 3.   | Џејсон Гарденер         | Уједињено Краљевство | 4 | 1 | 0 | 5 |
| 4.   | Зенон Новош             | Пољска               | 2 | 1 | 0 | 3 |
| 5.   | Линфорд Кристи          | Уједињено Краљевство | 2 | 0 | 0 | 2 |
| 5.   | Ричард Килти            | Уједињено Краљевство | 2 | 0 | 0 | 2 |
| 7.   | Кристијан Хас           | Западна Немачка      | 1 | 2 | 0 | 3 |
| 8.   | Роналд Десруел          | Белгија              | 1 | 1 | 2 | 4 |
| 9.   | Јан Волко               | Словачка             | 1 | 1 | 1 | 3 |
| 10.  | Јобст Хиршт             | Западна Немачка      | 1 | 1 | 0 | 2 |
| 10.  | Двејн Чејмберс          | Уједињено Краљевство | 1 | 1 | 0 | 2 |
| 10.  | Марсел Џејкобс          | Италија              | 1 | 1 | 0 | 2 |
| 13.  | Ангелос Павлакакис      | Грчка                | 1 | 0 | 1 | 2 |
| 14.  | Манфред Кокот           | Источна Немачка      | 0 | 2 | 1 | 3 |
| 15.  | Пјерфранческо Павони    | Италија              | 0 | 2 | 0 | 2 |
| 16.  | Александр Аксинин       | Совјетски Савез      | 0 | 1 | 2 | 3 |
| 16.  | Петар Петров            | Бугарска             | 0 | 1 | 2 | 3 |
| 16.  | Валентин Атанасов       | Бугарска             | 0 | 1 | 2 | 3 |
| 19.  | Боб Фрит                | Уједињено Краљевство | 0 | 1 | 1 | 2 |
| 19.  | Александр Корнељук      | Совјетски Савез      | 0 | 1 | 1 | 2 |
| 19.  | Василис Папагеоргопулос | Грчка                | 0 | 1 | 1 | 2 |
| 19.  | Роналд Поњон            | Француска            | 0 | 1 | 1 | 2 |
| 19.  | Хенрик Ларсон           | Шведска              | 0 | 1 | 1 | 2 |
| 24.  | Мајкл Росвес            | Уједињено Краљевство | 0 | 0 | 3 | 3 |
| 25.  | Виктор Касаткин         | Совјетски Савез      | 0 | 0 | 2 | 2 |